# Svemirska postaja Tiangong
Svemirska postaja Tiangong (kineski za Palača na nebu) svemirska je postaja koju je Kina izgradila u niskoj Zemljinoj orbiti između 340 i 450 km iznad Zemljine površine. To je prva dugoročna kineska svemirska postaja i cilj Trećeg koraka Kineskog svemirskog programa s ljudskom posadom. Kada bude dovršen, Tiangong će imati masu između 80 i 100 tona, što je otprilike jedna petina mase Međunarodne svemirske postaje, i veličinu sličnu rashodovanoj ruskoj svemirskoj postaji Mir.
Konstrukcija postaje temelji se na iskustvu stečenom od njezinih prethodnika, Tiangong-1 i Tiangong-2. Prvi modul, temeljni modul Tianhe (kineski za Harmonija raja), lansiran je 29. travnja 2021. godine, nakon čega će uslijediti više misija s posadom i bez posade te još dva modula koja će biti lansirana 2022.  Kineski čelnici izrazili su nadu da će istraživanje provedeno na postaji poboljšati sposobnost istraživača za provođenje znanstvenih eksperimenata u svemiru, izvan trajanja i kapaciteta koje nude postojeći kineski svemirski laboratoriji.

## Svrha i misija
Prema CMSA-i koja upravlja svemirskom postajom, svrha i misija Tiangonga navedena je kao: daljnji razvoj tehnologije spajanja svemirskih letjelica ; proboj u ključnim tehnologijama kao što su stalne ljudske operacije u orbiti; dugoročni autonomni svemirski letovi svemirske postaje, regenerativna tehnologija za održavanje života i autonomna tehnologija opskrbe teretom i gorivom; ispitivanje sljedeće generacije orbitalnih transportnih vozila; znanstvene i praktične primjene u velikim razmjerima u orbiti kao razvoj tehnologije koja može pomoći budućem istraživanju dubokog svemira.
Operacije će se kontrolirati iz Beijing Aerospace Flight Control Center u Kini. Kako bi se zajamčila sigurnost astronauta na brodu, raketa Long March 2F sa svemirskom letjelicom Shenzhou uvijek će biti u pripravnosti za hitnu misiju spašavanja.

## Struktura
Svemirska postaja bit će treća generacija modularne svemirske postaje. Svemirske postaje prve generacije, kao što su rani Salyut, Almaz i Skylab, bile su jednodijelne postaje i nisu dizajnirane za opskrbu. Druga generacija stanica Salyut 6 i 7, te Tiangong 1 i 2, dizajnirane su za opskrbu sredinom misije. Stanice treće generacije, kao što su Mir i Međunarodna svemirska postaja, modularne su svemirske postaje, sastavljene u orbiti od dijelova koji su lansirani zasebno. Metode modularnog dizajna mogu uvelike poboljšati pouzdanost, smanjiti troškove, skratiti razvojni ciklus i ispuniti različite zahtjeve zadataka.

### Moduli
Početna ciljna konfiguracija za kraj 2022. sastoji se od tri modula, koji se u budućnosti mogu proširiti na šest. Tianhe Core Cabin Module (CCM) osigurava život i životni prostor za tri člana posade, te osigurava navođenje, navigaciju i kontrolu orijentacije za stanicu. Modul također osigurava napajanje stanice, pogon i sustave za održavanje života. Modul se sastoji od tri dijela: stambeni dio, servisni dio i čvorište za pristajanje. Stambeni prostor sadržavat će kuhinju i toalet, opremu za kontrolu požara, opremu za obradu i kontrolu atmosfere, računala, znanstvene aparate, komunikacijsku opremu za slanje i primanje komunikacija putem zemaljske kontrole u Pekingu i drugu opremu.
ISS-ova SSRMS robotska ruka u kanadskom stilu, nazvana "Chinarm" presavijena je ispod Tianhe jezgrenog modula. Dodatno, eksperimentalni moduli Wentian i Mengtian (opisani u nastavku) nosit će slične manje, 5 m duge pospremljene SSRMS robotske ruke koje su preciznije u pozicioniranju od Tianhe Arm. U 2018. puni model CCM-a javno je predstavljen na Kineskoj međunarodnoj zračnoj i svemirskoj izložbi u Zhuhaiju. Video iz CNSA-e otkrio je da su dva od ovih osnovnih modula izgrađena. Računalni prikazi konstrukcije također su pokazivali dva glavna modula spojena zajedno.
Prvi od dva laboratorijska kabinska modula, Wentian i Mengtian, osigurat će dodatnu navigacijsku avioniku, propulziju i kontrolu orijentacije kao pomoćne funkcije za CCM. Oba LCM-a osigurat će okruženje pod tlakom za istraživače za provođenje znanstvenih eksperimenata u slobodnom padu ili mikrogravitaciji koji se na Zemlji ne bi mogli provoditi dulje od nekoliko minuta. Eksperimenti se također mogu postaviti s vanjske strane modula za izlaganje svemirskom okruženju, kozmičkim zrakama, vakuumu i solarnim vjetrovima.
Poput Mira i ruskog orbitalnog segmenta ISS-a, moduli stanice Tiangong bit će potpuno sastavljeni u orbiti, za razliku od američkog orbitalnog segmenta ISS-a, koji je zahtijevao hodanje u svemiru za ručno međusobno povezivanje kabela, cijevi i strukturnih elemenata. Aksijalni priključak LCM-ova bit će opremljen opremom za spajanje i prvo će pristati na aksijalni priključak CCM-a. Mehanička ruka, koja izgleda kao Lyappa ruka korištena na svemirskoj stanici Mir, tada će premjestiti modul na radijalni priključak CCM-a. Razlikuje se od Lyappe jer radi na drugačijem mehanizmu. 
| Modul                 | Vrijeme lansiranja i međunarodna oznaka | Lansirno vozilo    | Datum pristajanja i položaj                                                                                    | Duljina        | Promjer       | Masa                    | Slika |
| --------------------- | --- | ------------------ | --- | -------------- | ------------- | ----------------------- | ----- |
| Jezgreni modul Tianhe | 29. travnja 2021. 03:23:15 UTC 2021-035A | Long March 5B (Y2) | (Osnovni modul)                                                                                                | 16.6 m (54 ft) | 4.2 m (14 ft) | 22,600 kg (49.800 lb)   |       |
| Jezgreni modul Tianhe | Glavni modul Tianhe sastoji se od tri dijela: useljivog stambenog dijela, nenastanjivog servisnog dijela i priključnog čvorišta. |                    | |                |               |                         |       |
| Wentianov modul       | 24. srpnja 2022. 06:22:32 UTC 2022-085A | Long March 5B (Y2) | 24. srpnja 2022. 19:13 UTC (prednje priključno mjesto) Sprijeda → lijevo od Tianhe osnovnog modula (planirano) | 17.9 m (59 ft) | 4.2 m (14 ft) | 23,200 kg (51.100 lb)   |       |
| Wentianov modul       | Početni laboratorijski modul, koji također služi kao rezervna platforma osnovnog modula s mogućnošću kontrole i upravljanja svemirskom stanicom. Ima vlastitu zračnu komoru koja služi kao glavni izlaz za buduće svemirske šetnje i drugu mehaničku ruku za stanicu. |                    | |                |               |                         |       |
| Mengtian modul        | 31. listopada 2022. u 07:37 UTC | Long March 5B (Y2) | 31. listopada 2022. u 07:37 UTC Prednji → Desni dio Tianhe osnovnog modula (Planirano)                         | 17.9 m (59 ft) | 4.2 m (14 ft) | ~ 20,000 kg (44.000 lb) |       |
| Mengtian modul        | Drugi modul laboratorija. Ima vlastitu zračnu komoru za transport dodataka i opreme. |                    | |                |               |                         |       |

### Ostali povezani moduli
| Svemirska letjelica                 | Vrijeme lansiranja i međunarodna oznaka | Lansirno vozilo                | Operativni datum  | Bilješke                                                  | Duljina | Promjer | Masa      | Slika |
| ----------------------------------- | --- | ------------------------------ | ----------------- | --------------------------------------------------------- | ------- | ------- | --------- | ----- |
| Teleskop svemirske stanice, Xuntian | prosinac 2023. (planirano) | Long March 5B (Y5) (planirano) | 2024. (Planirano) | Dijelit će istu orbitu i povremeno pristajati uz Tiangong | 14 m    | ~ 4.2 m | 15,500 kg |       |
| Teleskop svemirske stanice, Xuntian | Planirani kineski teleskop za svemirsku stanicu trenutno je u razvoju. Imat će glavno zrcalo promjera 2 metra i očekuje se da će imati vidno polje 300-350 puta veće od Hubble svemirskog teleskopa. To će teleskopu omogućiti snimanje do 40 posto neba pomoću kamere od 2,5 gigapiksela tijekom deset godina. Orbitirati će sa svemirskom postajom u nešto drugačijoj orbitalnoj fazi, što će omogućiti povremeno spajanje sa stanicom. |                                |                   |                                                           |         |         |           |       |

### Sustavi

#### Napajanje
Električnu energiju osiguravaju dvije upravljive solarne elektrane na svakom modulu, koje koriste fotonaponske ćelije galij-arsenida za pretvaranje sunčeve svjetlosti u električnu energiju. Energija se pohranjuje za napajanje stanice kada ona uđe u Zemljinu sjenu. Svemirska letjelica za opskrbu napunit će gorivo za pogonske motore stanice za održavanje stanice u orbiti, kako bi se suprotstavili učincima atmosferskog otpora. Solarni paneli dizajnirani su da traju do 15 godina.

#### Pogon
Svemirska postaja Tiangong opremljena je konvencionalnim kemijskim pogonom i ionskim potisnicima za podešavanje i održavanje orbite stanice. Četiri Hallova potisnika postavljena su na trup jezgrenog modula. Razvoj potisnika s Hallovim efektom smatra se osjetljivom temom u Kini, a znanstvenici "rade na poboljšanju tehnologije bez privlačenja pažnje". Potisnici s Hallovim efektom stvoreni su imajući na umu sigurnost misije s ljudskom posadom s nastojanjem da se spriječi erozija i šteta uzrokovana ubrzanim ionskim česticama. 
Magnetsko polje i posebno dizajnirani keramički štit stvoreni su za odbijanje štetnih čestica i održavanje integriteta potisnika. Prema izvješću Kineske akademije znanosti, ionski pogon korišten na Tiangongu neprekidno je gorio 8240 sati bez kvara tijekom faze testiranja, što ukazuje na njihovu prikladnost za Tiangongov određeni 15-godišnji životni vijek. Ovo su prvi Hallovi potisnici na svijetu koji će se koristiti u misiji s ljudskom posadom.

## Život na stanici
Aktivnosti posade
Astronauti na postaji Tiangong slijede kinesko standardno vrijeme (CST) za svoj dnevni raspored. Posada se često budi oko 7:00 i započinje svoju dnevnu konferenciju s kontrolom misije u Pekingu prije nego što započne s radom u 08:00. Posada tada slijedi planirani raspored, radi do 21:00 sat, nakon čega svoj radni proces prijavljuje Kontroli misije. U 13:30 astronauti ulaze u svoje stambene prostorije kako bi odrijemali, što obično traje sat vremena. Posada također ima više pauza za jelo i odmor. Stanica Tiangong ima funkciju osvjetljenja za simulaciju uvjeta osvjetljenja na Zemlji, uključujući dnevnu svjetlost, sumrak i noć. Budući da postaja doživi 16 izlazaka i zalazaka sunca dnevno u niskoj Zemljinoj orbiti, ova funkcija pomaže u izbjegavanju poremećaja u cirkadijalnom ritmu posade.